# Miss Auvergne
Miss Auvergne est un concours de beauté annuel concernant les jeunes femmes de l'Auvergne. Il est qualificatif pour l'élection de Miss France, retransmise en direct sur la chaîne TF1, en décembre, chaque année.
Aucune Miss Auvergne n'a été élue Miss France, depuis la création du concours.

## Histoire
Entre 1993 et 2005, une Miss Pays du Velay représentait la Haute-Loire à l'élection de Miss France.
En 2005, Miss Auvergne absorbe le concours de Miss Pays du Velay.

## Élections locales qualificatives
- Miss Allier ;
- Miss Cantal ;
- Miss Puy-de-Dôme ;
- Miss Haute-Loire.

## Synthèse des résultats
Note : Toutes les données ne sont pas encore connues.
- 2e dauphine: Maryline Brun (1999; Miss Pays du Velay); Clémence Oleksy (2010)
- 3e dauphine: Michèle Cointet (1974)
- 4e dauphine: Alissia Ladevèze (2022)
- 5e dauphine: Camille Blond (2013)
- Top 12/Top 15: Régine Bac (1990); Fabienne Chol (1993; Miss Pays du Velay); Catherine Sarret (1996); Fabienne Malisano (1997); Pauline Abeillon (2003; Miss Pays du Velay); Emmanuelle Lemery (2007)

## Les Miss
Note : Toutes les données ne sont pas encore connues.
| Année | Dénomination       | Nom                      | Âge    | Résidence                | Classement local/régional                                                                      | Classement Miss France                                                              | Autres |
| ----- | ------------------ | ------------------------ | ------ | ------------------------ | ---------------------------------------------------------------------------------------------- | ----------------------------------------------------------------------------------- | --- |
| 1968  | Miss Auvergne      | Paule Marche             | 19 ans |                          |                                                                                                |                                                                                     | Elle n'a pas pu se présenter à l'élection, car elle n'a pas eu l'autorisation de ses parents : à l'époque la majorité était à 21 ans. Sa première dauphine l'a remplacée |
| 1974  | Miss Auvergne      | Michèle Cointet          | 24 ans |                          | Reine de Vichy 1974                                                                            | 3e dauphine                                                                         | |
| 1978  | Miss Auvergne      | Catherine Chandezon      |        |                          |                                                                                                |                                                                                     | |
| 1990  | Miss Auvergne      | Régine Bac               |        | Quézac                   |                                                                                                | Figure parmi les 12 demi-finalistes à l'élection de Miss France 1991                | |
| 1991  | Miss Auvergne      | Carine Claverolles       |        |                          |                                                                                                |                                                                                     | |
| 1992  | Miss Auvergne      | Cécile Ruer              |        |                          |                                                                                                |                                                                                     | |
| 1993  | Miss Auvergne      | Delphine Montoy          |        |                          |                                                                                                |                                                                                     | |
| 1993  | Miss Pays du Velay | Fabienne Chol            |        |                          |                                                                                                | Figure parmi les 12 demi-finalistes à l'élection de Miss France 1994                | |
| 1994  | Miss Auvergne      | Carole Manin             |        |                          |                                                                                                |                                                                                     | |
| 1994  | Miss Pays du Velay | Christelle Brunet-Jailly |        |                          |                                                                                                |                                                                                     | |
| 1995  | Miss Auvergne      | Fanny Voisin             |        | Mont-Dore                |                                                                                                |                                                                                     | |
| 1995  | Miss Pays du Velay | Véronique Joy            |        |                          |                                                                                                |                                                                                     | |
| 1996  | Miss Auvergne      | Catherine Sarret         |        | Jussac                   |                                                                                                | Figure parmi les 12 demi-finalistes à l'élection de Miss France 1997                | |
| 1996  | Miss Pays du Velay | Amélie Fournel           |        |                          |                                                                                                |                                                                                     | |
| 1997  | Miss Auvergne      | Fabienne Malisano        | 21 ans | Montluçon                |                                                                                                | Figure parmi les 12 demi-finalistes à l'élection de Miss France 1998                | |
| 1997  | Miss Pays du Velay | Lydie Valentin           | 19 ans | Yssingeaux               |                                                                                                |                                                                                     | |
| 1998  | Miss Auvergne      | Mathilde Dupré           | 20 ans | Cusset                   |                                                                                                |                                                                                     | |
| 1998  | Miss Pays du Velay | Sabine Laval             | 19 ans |                          |                                                                                                |                                                                                     | |
| 1999  | Miss Auvergne      | Laëtitia Lautrette       | 22 ans | Dompierre-sur-Besbre     |                                                                                                |                                                                                     | |
| 1999  | Miss Pays du Velay | Maryline Brun            | 20 ans | Arsac-en-Velay           |                                                                                                | 2e dauphine de Miss France 2000                                                     | Finaliste à Miss Model Of the World 2000 |
| 2000  | Miss Auvergne      | Sophie Gonin             |        | Trévol                   |                                                                                                |                                                                                     | |
| 2000  | Miss Pays du Velay | Sabrina Crespe           |        | Le Puy-en-Velay          |                                                                                                |                                                                                     | |
| 2001  | Miss Auvergne      | Hélène Linard            |        |                          |                                                                                                |                                                                                     | |
| 2001  | Miss Pays du Velay | Marine Gazanion          |        |                          |                                                                                                |                                                                                     | |
| 2002  | Miss Auvergne      | Clémence Daturi          | 18 ans | Riom                     |                                                                                                |                                                                                     | |
| 2002  | Miss Pays du Velay | Laetitia Meteigner       |        | Sainte-Florine           |                                                                                                |                                                                                     | |
| 2003  | Miss Auvergne      | Sonia Souid              | 18 ans | Clermont-Ferrand         |                                                                                                |                                                                                     | |
| 2003  | Miss Pays du Velay | Pauline Abeillon         |        | Brives-Charensac         |                                                                                                | Figure parmi les 12 demi-finalistes à l'élection de Miss France 2004 et termine 12e | |
| 2004  | Miss Auvergne      | Élodie Veyssière         | 20 ans |                          |                                                                                                |                                                                                     | |
| 2004  | Miss Pays du Velay | Coralie Duchet           | 22 ans | Cébazat                  |                                                                                                |                                                                                     | |
| 2005  | Miss Auvergne      | Élisa Ortiz de Pinedo    | 23 ans | Mauriac                  | 2e dauphine de Miss Auvergne 2001                                                              |                                                                                     | |
| 2006  | Miss Auvergne      | Stéphanie Riou           | 22 ans | Lempdes                  |                                                                                                |                                                                                     | |
| 2007  | Miss Auvergne      | Emmanuelle Lemery        | 19 ans | Clermont-Ferrand         |                                                                                                | Figure parmi les 12 demi-finalistes à l'élection de Miss France 2008 et termine 11e | Représente la France à Miss Model of the World 2008 |
| 2008  | Miss Auvergne      | Mélanie Billard          | 22 ans | Saint-Germain-des-Fossés | Miss de Saint-Germain-des-Fossés 2003                                                          |                                                                                     | |
| 2009  | Miss Auvergne      | Mégane Potier            | 19 ans | Cusset                   |                                                                                                |                                                                                     | |
| 2010  | Miss Auvergne      | Clémence Oleksy          | 19 ans | Vichy                    |                                                                                                | 2e dauphine de Miss France 2011                                                     | Représente de la France à Miss Monde 2011 où elle termine 51e sur 113 |
| 2011  | Miss Auvergne      | Célia Goninet            | 19 ans | Clermont-Ferrand         | Miss Pays du Roannais 2010 ; 1re dauphine de Miss Rhône-Alpes 2010                             |                                                                                     | |
| 2012  | Miss Auvergne      | Sanne Spangenberg        | 19 ans | Autry-Issards            | 1re dauphine de Miss Allier 2012                                                               |                                                                                     | |
| 2013  | Miss Auvergne      | Camille Blond            | 18 ans | Avermes                  | Miss Allier 2013                                                                               | 5e dauphine de Miss France 2014                                                     | |
| 2014  | Miss Auvergne      | Morgane Laporte          | 20 ans | Terjat                   | Miss Allier 2014                                                                               |                                                                                     | |
| 2015  | Miss Auvergne      | Pauline Bazoge           | 18 ans | La Chapelaude            | 2e dauphine de Miss Allier 2015                                                                |                                                                                     | |
| 2016  | Miss Auvergne      | Océane Faure             | 20 ans | Yzeure                   | 2e dauphine de Miss Allier 2016                                                                |                                                                                     | |
| 2017  | Miss Auvergne      | Marie-Anne Halbwachs     | 19 ans | Riom                     |                                                                                                |                                                                                     | |
| 2018  | Miss Auvergne      | Romane Eichstadt         | 19 ans | Vichy                    | Miss Allier 2018                                                                               |                                                                                     | |
| 2019  | Miss Auvergne      | Meïssa Ameur             | 21 ans | Clermont-Ferrand         | 2e dauphine de Miss Beaucaire 2017 ; Miss Gallargues 2017 ; 1re dauphine de Miss Auvergne 2018 |                                                                                     | Elle fut la plus grande de toutes les candidates à Miss France entre 2019 et 2022 puis fut battue par Adèle Bonnamour Miss Île-de-France 2022.                           |
| 2020  | Miss Auvergne      | Géromine Prique          | 21 ans | Clermont-Ferrand         | 2e dauphine de Miss Auvergne 2019                                                              |                                                                                     | |
| 2021  | Miss Auvergne      | Anaïs Werestchack        | 24 ans | Clermont-Ferrand         | Miss Puy-de-Dôme 2021                                                                          |                                                                                     | |
| 2022  | Miss Auvergne      | Alissia Ladevèze         | 21 ans | Vichy                    | Miss Allier 2022                                                                               | 4e dauphine de Miss France 2023                                                     | |
| 2023  | Miss Auvergne      | Oriane Mallet            | 22 ans | Vichy                    | Candidate Miss Allier 2021                                                                     |                                                                                     | Prix de l’Aventurière à Miss France 2024 |
| 2024  | Miss Auvergne      | Romane Agostinho         | 27 ans | Beaumont                 | Miss Puy-de-Dôme 2022 1re dauphine de Miss Auvergne 2022 Miss Auvergne 2024                    |                                                                                     | |
| 2025  | Miss Auvergne      | Alice De Lima Guimaraes  | 19 ans | Vichy                    | Miss Allier 2025                                                                               |                                                                                     | |

## Palmarès par département depuis 2005
- Allier : 2008, 2009, 2010, 2012, 2013, 2014, 2015, 2016, 2018, 2022, 2023, 2025 (12)
- Puy-de-Dôme : 2006, 2007, 2011, 2017, 2019, 2020, 2021, 2024 (8)
- Cantal : 2005 (1)
- Haute-Loire : (0)

## Palmarès à l’élection Miss France depuis 2000
- Miss France :
- 1re dauphine :
- 2e dauphine : 2000, 2011
- 3e dauphine :
- 4e dauphine : 2023
- 5e dauphine : 2014
- 6e dauphine :
- Top 12 puis 15 : 2004, 2008
- Classement des régions pour les 10 dernières élections (Miss France 2015 à 2024) : 27e sur 30[Note 1].

## À retenir
- Meilleur classement de ces 10 dernières années : Alissia Ladevèze, 4e dauphine de Miss France 2023.
- Dernier classement réalisé : Alissia Ladevèze, 4e dauphine de Miss France 2023.
- Dernière Miss France : Aucune Miss France.